# Bentley Park
Bentley Park is een plaats in de Australische deelstaat Queensland en telt 8018 inwoners (2016).